# Pholiota polychroa
Pholiota polychroa är en svampart som först beskrevs av Miles Joseph Berkeley, och fick sitt nu gällande namn av A.H. Sm. & H.J. Brodie 1935. Pholiota polychroa ingår i släktet tofsskivlingar och familjen Strophariaceae.   Inga underarter finns listade i Catalogue of Life.